# Хорник (Ајова)
Хорник (енгл. Hornick) град је у америчкој савезној држави Ајова. По попису становништва из 2010. у њему је живело 225 становника.

## Демографија
Према попису становништва из 2010. у граду је живело 225 становника, што је -28 (-11.1%) становника више него 2000. године.
| Група             | 2000.       | 2010.       |
| Белци             | 249 (98,4%) | 221 (98,2%) |
| Афроамериканци    | 2 (0,8%)    | 1 (0,4%)    |
| Азијати           | 0 (0,0%)    | 1 (0,4%)    |
| Хиспаноамериканци | 0 (0,0%)    | 2 (0,9%)    |
| Укупно            | 253         | 225         |